# وسام الاستحقاق من الفيفا
وسام الاستحقاق من فيفا هو أعلى وسام تمنحه فيفا . يتم تقديم الجائزة في مؤتمر فيفا السنوي. عادة ما يتم منحها للأشخاص الذين يعتبرون أنهم قدموا مساهمة كبيرة في كرة القدم .
في المؤتمر المئوي للفيفا ، قدموا جائزة واحدة لكل عقد من وجودهم. كما تم توزيع هذه الجوائز على الجماهير والمنظمات والأندية وواحدة لكرة القدم الأفريقية . تمت الإشارة إلى هذه باسم وسام الاستحقاق المئوي من فيفا.
لا يتعين على الفائز المشاركة بشكل مباشر في كرة القدم للحصول عليها. كان نيلسون مانديلا أحد الشخصيات البارزة غير الكروية الذي فاز باللقب لأنه أعاد جنوب إفريقيا إلى عالم كرة القدم الدولية.

## المستلمون

### الشخصيات المشاركة بشكل مباشر في كرة القدم

#### ذات الصلة
| مستلم                          | عام  | الجنسية    | ملاحظات                |
| ------------------------------ | ---- | ---------- | ---------------------- |
| اتحاد أوروغواي لكرة القدم      | 2004 | الأوروغواي | جائزة المئوية عام 2004 |
| كرة القدم الافريقية            | 2004 |            | جائزة المئوية عام 2004 |
| مجلس الاتحاد الدولي لكرة القدم | 2004 |            | جائزة المئوية عام 2004 |

#### النوادي
| مستلم        | عام  | الجنسية | ملاحظات                   |
| ------------ | ---- | ------- | ------------------------- |
| ريال مدريد   | 2004 | إسبانيا | جائزة المئوية عام 2004    |
| شيفيلد إف سي | 2004 | إنجلترا | جائزة المئوية في عام 2004 |

#### لاعبين

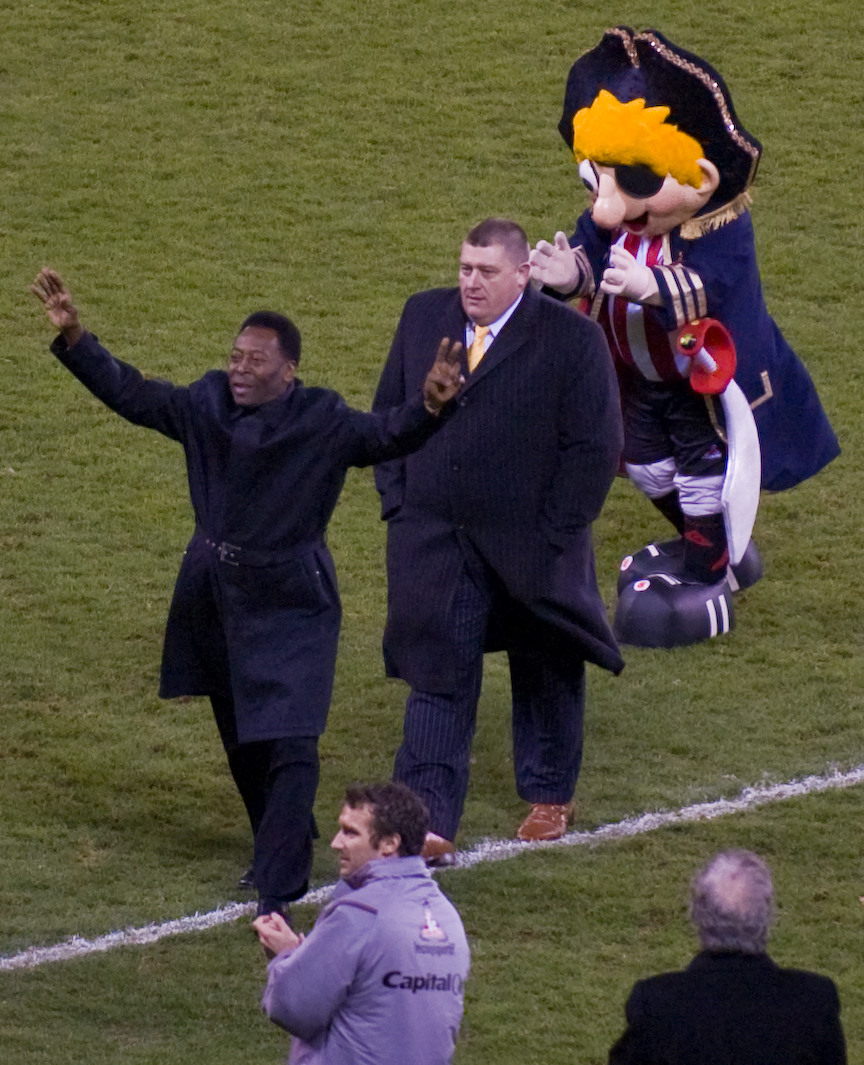
تم اختيار بيليه (على اليسار) كأحد رياضي القرن من قبل اللجنة الأولمبية الدولية في عام 1999

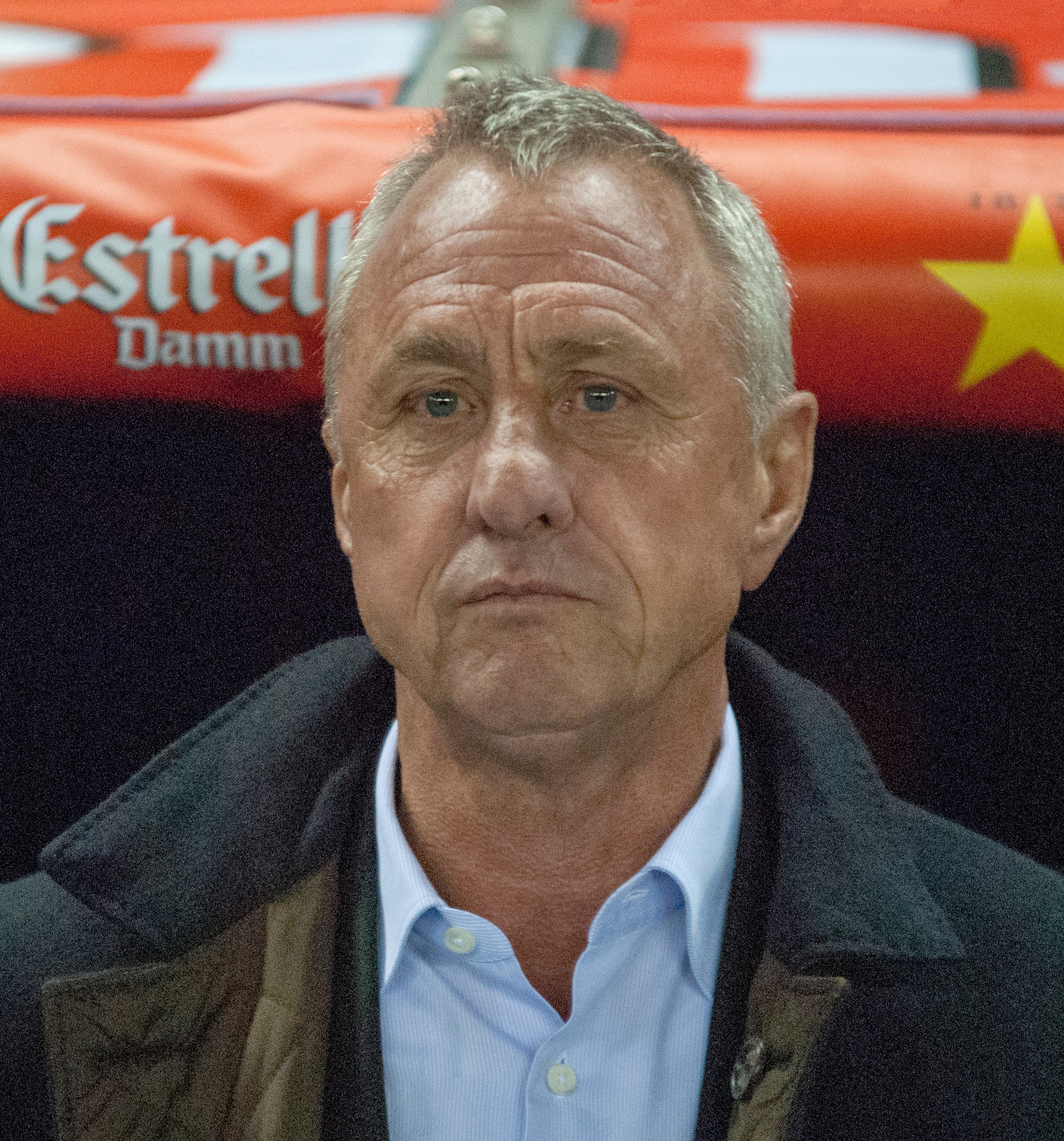
حصل يوهان كرويف على الجائزة لمساهماته كلاعب كرة قدم ومدرب

| المستلم                 | السنة      | الجنسية          |
| ----------------------- | ---------- | ---------------- |
| فرانتس بكنباور          | 1984, 2004 | ألمانيا          |
| بوبي تشارلتون           | 1984       | إنجلترا          |
| بيليه                   | 1984, 2004 | البرازيل         |
| دينو زوف                | 1984       | إيطاليا          |
| ليف ياشين               | 1988       | الاتحاد السوفيتي |
| أنتونيو كارباخال        | 1992       | المكسيك          |
| ستانلي ماثيوس           | 1992       | إنجلترا          |
| فرانسيسكو فارايو        | 1994       | الأرجنتين        |
| ألفريدو دي ستيفانو      | 1994       | الأرجنتين        |
| فريتز فالتر             | 1994       | ألمانيا          |
| فيرينتس بوشكاش          | 1994       | المجر            |
| أوزيبيو                 | 1994       | البرتغال         |
| جاست فونتين             | 1994       | فرنسا            |
| غن نيبورغ               | 1994       | النرويج          |
| أوبدوليو فاريلا         | 1994       | الأوروغواي       |
| زيكو                    | 1996       | البرازيل         |
| بوبي مور                | 1996       | إنجلترا          |
| سالف كيتا               | 1996       | مالي             |
| ميتشيل أكرس             | 1998       | الولايات المتحدة |
| العربي بن مبارك         | 1998       | المغرب           |
| جيلمار دوس سانتوس نيفيس | 1998       | البرازيل         |
| غيرد مولر               | 1998       | ألمانيا          |
| إيفان توبلاك            | 2000       | سلوفينيا         |
| دافيد كيبياني           | 2002       | جورجيا           |
| براديب كومار بانيرجي    | 2004       | الهند            |
| لي رامون ‏               | 2004       | جزر كايمان       |
| باولو مالديني           | 2008       | إيطاليا          |
| بوبي روبسون             | 2009       | إنجلترا          |
| يوهان كرويف             | 2010       | هولندا           |
| ستيف سومنر              | 2010       | نيوزيلندا        |
| أليسيدس غيغيا           | 2010       | الأوروغواي       |

#### المديرين

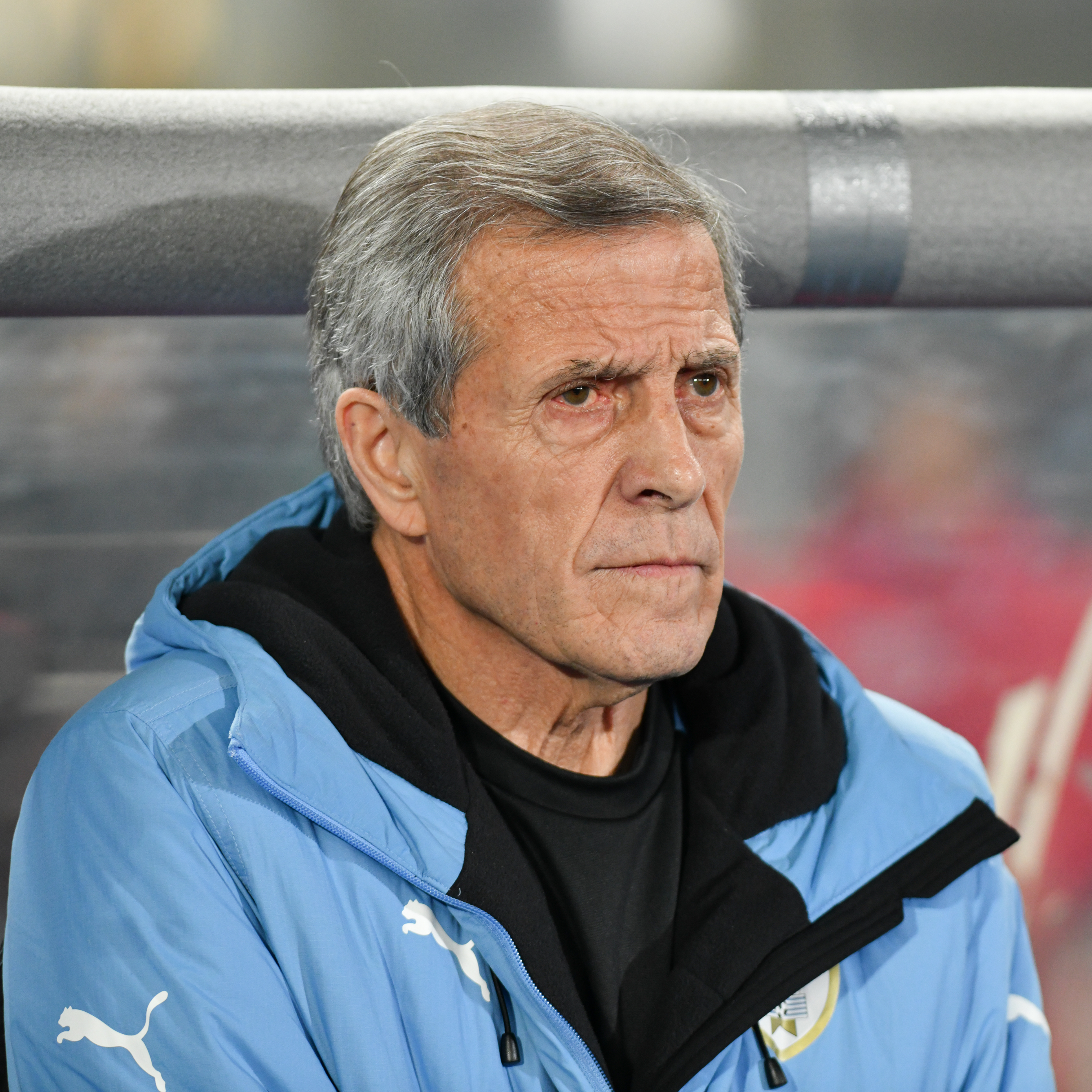
أوسكار تاباريز هو آخر شخص يحصل على وسام الاستحقاق من فيفا لمساهماته كمدرب

| مستلم              | عام         | الجنسية    |
| ------------------ | ----------- | ---------- |
| فرانز بيكنباور *   | 1984 ، 2004 | ألمانيا    |
| هيلموت شون         | 1984        | ألمانيا    |
| ماريو زغالو        | 1992        | البرازيل   |
| كارل هاينز ويغانغ  | 1998        | ألمانيا    |
| ميلجان ميلجانيتش * | 2002        | صربيا      |
| فاليري لوبانوفسكي  | 2003        | أوكرانيا   |
| سين هلينج          | 2004        | ميانمار    |
| كازيميرز جورسكي *  | 2006        | بولندا     |
| نودار أخالكاتسي    | 2008        | جورجيا     |
| يوهان كرويف *      | 2010        | هولندا     |
| وينستون تشونج فاه  | 2012        | جامايكا    |
| أوسكار تاباريز     | 2012        | الأوروغواي |

| مستلم                | عام  | الجنسية          |
| -------------------- | ---- | ---------------- |
| ستانلي روس *         | 1984 | إنجلترا          |
| نيكولاي لاتيشيف      | 1987 | الاتحاد السوفيتي |
| توماس وارتون         | 1992 | إسكتلندا         |
| فاروق بوزو           | 1996 | سوريا            |
| خافيير أرياغا مونييز | 1996 | المكسيك          |
| فرناندو جي ألفاريز   | 2005 | الفلبين          |
| هاري راج نيكر        | 2012 | فيجي             |

### المسؤولين
|  |  |
|  |  |

### أفراد آخرون
| مستلم                  | عام  | الجنسية          |
| ---------------------- | ---- | ---------------- |
| روبرتو مارينيو         | 1987 | البرازيل         |
| إيفروين فان ستيدن      | 1987 | إنجلترا          |
| إميليو أزكارراجا ميلمو | 1987 | المكسيك          |
| دييغو لوسيرو           | 1987 | الأوروغواي       |
| بيدرو راميريز فاسكيز   | 1988 | المكسيك          |
| كارل هاينز هايمان      | 1992 | ألمانيا          |
| والتر لوتز             | 1992 | سويسرا           |
| هنري كيسنجر            | 1996 | الولايات المتحدة |
| دوغلاس ايفستر          | 1996 | الولايات المتحدة |
| أودو يورجنز            | 1996 | ألمانيا          |
| فرناند ساستر           | 1998 | فرنسا            |
| نيلسون مانديلا         | 1998 | جنوب إفريقيا     |
| اروين هيملسهير         | 2000 | ألمانيا          |
| كوفي عنان              | 2002 | غانا             |
| ثاكسين شيناواترا       | 2004 | تايلاند          |
| روبرت لويس دريفوس      | 2006 | فرنسا            |
| أوتو شيلي              | 2006 | ألمانيا          |
| رودي ميشيل             | 2006 | ألمانيا          |
| محمد يوسف              | 2008 | فيجي             |
| ألفا عمر كوناري        | 2008 | مالي             |
| ثابو مبيكي             | 2010 | جنوب إفريقيا     |

### مجموعات أخرى
| مستلم             | عام  | الجنسية        | ملاحظات                |
| ----------------- | ---- | -------------- | ---------------------- |
| التلفاز           | 2004 |                | جائزة المئوية عام 2004 |
| مدينة شيفيلد      | 2004 | إنجلترا        | جائزة المئوية عام 2004 |
| معجبين من اليابان | 2004 | اليابان        | جائزة المئوية عام 2004 |
| عشاق كوريا        | 2004 | كوريا الجنوبية | جائزة المئوية عام 2004 |

### الماركات التجارية
| مستلم                            | عام  | الجنسية          | ملاحظات                |
| -------------------------------- | ---- | ---------------- | ---------------------- |
| شركة اديداس                      | 2004 | ألمانيا          | جائزة المئوية عام 2004 |
| الكوكا كولا                      | 2004 | الولايات المتحدة | جائزة المئوية عام 2004 |
| الرابطة الدولية للصحافة الرياضية | 2004 | فرنسا            | جائزة المئوية عام 2004 |

## روابط خارجية
- ورقة حقائق فيفا: حاملي وسام الاستحقاق من فيفا، 2010.